# Сото, Мануэль Эстебан
Мануэль Эстебан Сото Руис (исп. Manuel Esteban Soto Ruiz; род. 28 января 1994, Питалито, Уила) — колумбийский легкоатлет, специалист по спортивной ходьбе. Выступает за сборную Колумбии по лёгкой атлетике с 2011 года, обладатель серебряной медали Игр Центральной Америки и Карибского бассейна, чемпион Южной Америки среди молодёжи и среди юниоров, участник двух летних Олимпийских игр.

## Биография
Мануэль Эстебан Сото родился 28 января 1994 года в городе Питалито департамента Уила.
Впервые заявил о себе в лёгкой атлетике на международном уровне в сезоне 2011 года, когда вошёл в состав колумбийской национальной сборной и выступил на юношеском мировом первенстве в Лилле, где в дисциплине 10 000 метров сошёл с дистанции.
В 2012 году на чемпионате Южной Америки по спортивной ходьбе в Салинасе выиграл бронзовую медаль в гонке юниоров на 10 км и тем самым помог своим соотечественникам победить в командном зачёте. Также занял 39-е место среди юниоров на Кубке мира в Саранске, здесь колумбийские юниоры стали серебряными призёрами в командном зачёте.
В 2013 году одержал победу на юниорском южноамериканском первенстве в Ресистенсии, выиграл личный и командный зачёты юниоров на Панамериканском кубке в Гватемале.
На молодёжном южноамериканском первенстве 2014 года в Монтевидео превзошёл всех соперников на дистанции 20 000 метров и завоевал золотую медаль.
В 2015 году на Панамериканском кубке в Арике занял 14-е место в личном зачёте 20 км и стал серебряным призёром командного зачёта.
Выполнив олимпийский квалификационный норматив (1:24:00), благополучно прошёл отбор на летние Олимпийские игры 2016 года в Рио-де-Жанейро — в ходьбе на 20 км с личным рекордом 1:20:36 занял итоговое девятое место.
После Олимпиады в Рио Сото остался действующим спортсменом на ещё один олимпийский цикл и продолжил принимать участие в крупнейших международных стартах. Так, в 2017 году он отметился выступлением на чемпионате мира в Лондоне — здесь в ходьбе на 20 км показал 47-й результат. Добавил в послужной список золотую награду, выигранную на домашних Боливарианских играх в Санта-Марте.
В 2018 году получил серебро на Играх Центральной Америки и Карибского бассейна в Барранкилья, уступив на финише только своему соотечественнику Эйдеру Аревало.
Благодаря высоким позициям в мировых рейтингах удостоился права защищать честь страны на Олимпийских играх 2020 года в Токио — на сей раз в дисциплине 20 км показал результат 1:23:32, расположившись в итоговом протоколе соревнований на 14-й строке.